# Klemens Vismara
Klemens Vismara, (wł.) Clemente Vismara (ur. 6 września 1897 w Agrate Brianza, zm. 15 czerwca 1988 w Mong Ping) – włoski ksiądz i misjonarz, apostoł Birmy, błogosławiony Kościoła katolickiego.
Klemens Vismara urodził się w okolicach Monzy. Wcześnie osierocony wstąpił do Archidiecezjalnego Seminarium Duchownego św. Piotra Męczennika (Seveso, wówczas prowincja Mediolan) skąd, po wybuchu I wojny światowej, został powołany do wojska. Po demobilizacji wstąpił w Mediolanie do przyszłego Papieskiego Instytutu Misji Zagranicznych (PIME).
26 maja 1923 otrzymał święcenia kapłańskie i podjął apostolat w Birmie, gdzie przez ponad 60 lat pracował wśród ubogich, chorych i sierot. Prowadząc działalność humanitarną zakładał szkoły, szpitale, kaplice, kościoły i klasztory.
Zmarł w 1988 roku w opinii świętości mając 91 lat.
Beatyfikacji Klemensa Vismary dokonał, w imieniu papieża Benedykta XVI, kardynał Angelo Amato w dniu 26 czerwca 2011 roku w Mediolanie. Uroczystości towarzyszył arcybiskup Genui i Mediolanu Dionigi Tettamanzi.
Jego wspomnienie liturgiczne obchodzone jest w dies natalis (15 czerwca).